# Anapis hetschki
Anapis hetschki és una espècie d'aranyes araneomorfes de la família dels anàpids (Anapidae). Fou descrita per primera vegada per Eugen von Keyserling l'any 1886 amb el nom d' Amazula hetschkii.

## Distribució
Aquesta espècie és endèmica de Santa Catarina al Brasil.

## Descripció
La femella holotip fa 1,7 mm.